# مقاطعة بوتنام (فرجينيا الغربية)
مقاطعة بوتنام هي مقاطعة في فيرجينيا الغربية، بلغ عدد سكانها 55٬486  نسمة، في 2010، عاصمتها وينفيلد، تبلغ مساحتها 908 كيلومتر مربع.

## الموقع
تشترك في الحدود مع:
- مقاطعة ماسون (فرجينيا الغربية)
- مقاطعة لينكولن (فرجينيا الغربية).